# 양재봉
양재봉(梁在奉, 1925년 6월 20일 ~ 2010년 12월 9일)은 전 대한민국의 금융인이다.

## 생애
1925년 전라남도 나주에서 태어나 목포상업고등학교를 졸업한 뒤 조선은행에 입행한다. 1973년 대한투자금융을 창업했고 이후 중보증권을 인수하여 현재의 대신증권을 설립했으며 본인(양재봉)이 전남 나주 출신이라 1995년 창단된  전남 드래곤즈 프로축구단이 이 해  대신증권과 유니폼 광고계약을 맺기도 했고 호남 출신 기업인 최초로 영남 지역 대학교에 장학금을  기탁하기도 했다.

## 가족 관계
- 배우자: 최갑순
  - 아들: 양회문 (1951년 3월 4일~2004년 9월 17일)
  - 며느리: 이어룡 (1953년 9월 9일~ )
    - 첫째 손자: 양홍석 (1981년 4월 20일~ )
    - 둘째 손자: 양홍준 (1983년 ~ 2007년 1월)

## 참조
1. ↑  양재봉 대신그룹 창업자 1주기 추모식 보관됨 2014-10-20 - 웨이백 머신 《서울경제》, 2011년 12월 9일
2. ↑  김선미 (2000년 4월 25일). “호남기업인, 영남에 장학금 6억 기탁”. 국민일보. 2022년 7월 18일에 확인함.
3. ↑  김선미 (2000년 4월 25일). “호남기업인, 영남에 장학금 6억 기탁”. 국민일보. 2022년 7월 18일에 확인함.